# Who Am I (What's My Name)?
 (janvier 2013).
Si vous disposez d'ouvrages ou d'articles de référence ou si vous connaissez des sites web de qualité traitant du thème abordé ici, merci de compléter l'article en donnant les références utiles à sa vérifiabilité et en les liant à la section « Notes et références ».
Pour les articles homonymes, voir Who Am I? (homonymie) et What's My Name.
Singles de Snoop Doggy Dogg
Let Me Ride
(1993) Gin and Juice
(1993)
Who Am I (What's My Name)? est le premier single du premier album studio de Snoop Doggy Dogg, Doggystyle.
La chanson s'est classée numéro 8 du Billboard Hot 100. Le single été certifié disque d'or par la RIAA. À ce jour, il a été vendu à 5 millions d'exemplaires[réf. nécessaire]. En France, il a atteint la onzième position du classement du top des ventes de singles.

## Classements hebdomadaires
| Classement (1993)                      | Meilleure position |
| -------------------------------------- | ------------------ |
| Allemagne (Media Control AG)           | 20                 |
| Australie (ARIA)                       | 13                 |
| Belgique (Flandre Ultratop 50 Singles) | 22                 |
| États-Unis (Hot 100)                   | 8                  |
| États-Unis (Hot R&B/Hip-Hop Songs)     | 8                  |
| États-Unis (Hot Rap Songs)             | 1                  |
| France (SNEP)                          | 11                 |
| Nouvelle-Zélande (RMNZ)                | 4                  |
| Pays-Bas (Single Top 100)              | 8                  |
| Royaume-Uni (UK Singles Chart)         | 20                 |
| Suède (Sverigetopplistan)              | 14                 |
| Suisse (Schweizer Hitparade)           | 21                 |

## Certification
| Pays              | Certification |
| ----------------- | ------------- |
| États-Unis (RIAA) | Or            |